# Lirceolus nidulus
Lirceolus nidulus är en kräftdjursart som beskrevs av Lewis 200. Lirceolus nidulus ingår i släktet Lirceolus och familjen sötvattensgråsuggor. Inga underarter finns listade i Catalogue of Life.